# Alexej Kosygin
Alexej Nikolajevič Kosygin (rusky Алексей Николаевич Косыгин, 8. únorajul./ 21. února 1904greg. Petrohrad – 18. prosince 1980, Moskva) byl sovětský politik, funkcionář Komunistické strany Sovětského svazu. Byl členem ÚV KSSS (1939–1980), kandidátem politbyra (1946–1948, 1952–1953, 1957–1960), členem politbyra (1948–1952, 1960–1980). V letech 1964 až 1980 byl předsedou Rady ministrů Sovětského svazu, tj. vlády SSSR.

## Vzestup
Během čistek kolem roku 1937 prodělal závratnou kariéru. Od roku 1935 pracoval v textilních závodech v Leningradské oblasti. Od roku 1939 byl členem sovětského kabinetu (rada lidových komisařů SSSR, RLK) jako lidový komisař textilního průmyslu (1939–1940).
Svým kariérním vzestupem v leningradské oblasti byl spojen se stranickou klikou A. A. Ždanova, tak jako N. A. Vozněsenskij, A. A. Kuzněcov a další. Toto politické seskupení v letech 1939–1949 zaujalo důležité místo v sovětské mocenské hierarchii a aktivně vstupovala do mocenských bojů v Kremlu. Kosygin se stal Stalinovým favoritem a specialistou na lehký a spotřební průmysl, státní finance a plánování.
Během pozdního stalinismu působil v řadě klíčových funkcí. Vykonával funkci náměstka předsedy rady lidových komisařů (RLK) SSSR (1940–1953), předsedy RLK RSFSR (1943–1946), ministra financí (1948) a vedl různá specializovaná byra resortních ministrů v Radě ministrů SSSR.
Zásadním zlomem v jeho kariéře byla Ždanovova smrt v roce 1948, leningradská aféra (1949–1950) a vzestup kliky kolem Gregorije Malenkova a Lavrentije Beriji. Tehdy částečně ztratil Stalinovu důvěru a jeho život visel na vlásku. Sám si nebyl jistý svým dalším setrváním ve vrcholné politice a vůbec na svobodě.
Na XIX. sjezdu KSSS v říjnu 1952 se jeho politický pád projevil ztrátou členství v novém politbyru (prezidiu ÚV). Po Stalinově smrti, když došlo k dělení moci mezi jeho pohrobky, byl Kosygin opominut úplně a přestal být i kandidátem předsednictva ÚV.
V prvních letech po Stalinově smrti 1953–1957 se propadl na žebříčku, i když znovu byl jmenován náměstkem předsedy Rady ministrů SSSR a později se spolupodílel na vytváření plánů rozvoje ekonomiky. Cestu do předsednictva mu otevřely dramatické zvraty ve vztazích uvnitř předsednictva ÚV KSSS – pád starých členů politbyra Molotova, Kaganoviče, Malenkova, oslabení pozic mladých technokratů M. G. Pervuchina, a M. Z. Saburova v roce 1957.

## Předseda vlády

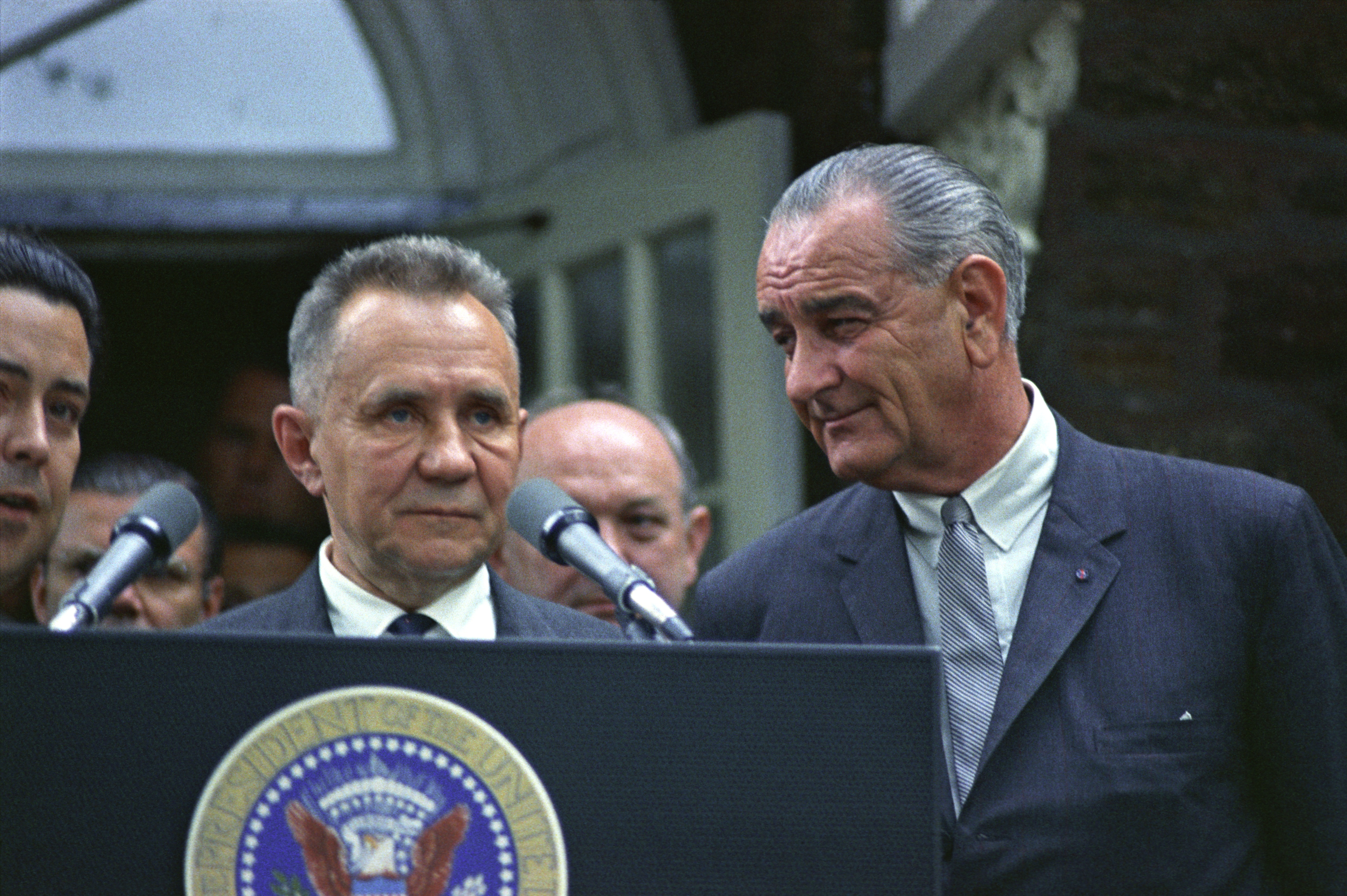
Kosygin a americký prezident Lyndon B. Johnson v roce 1967 na Glassboro Summitu

Chruščov, který upevňoval své pozice ve vládním kabinetu, se potřeboval opřít o zkušené ekonomy a znalce sovětského hospodářství. Jedním z nich se stal i Kosygin. Postupně vystoupal na post prvního náměstka předsedy Rady ministrů – tedy přímo Chruščova. Vzhledem k tomu, že se Chruščov zabýval zejména řízením zahraniční politiky a stranického aparátu, na ekonomiku (mimo experimenty v zemědělství) mu příliš času nezbývalo. Kosygin tak začal fakticky plnit úlohu předsedy vlády.
Když byl v říjnu 1964 Chruščov stranickou oligarchií svržen, Kosygin byl jmenován předsedou Rady ministrů oficiálně. V zemi se vytvořilo kolektivní vedení, v jehož čele stanul triumvirát Brežněva, Kosygina a Nikolaje Podgorného, doplněný Michailem Suslovem, A. Šeljepinem a dalšími členy politbyra. Zpočátku se zdálo, že Kosygin nahradí nevýrazného Brežněva, ale opak se stal realitou.
V prvních letech působení v úřadu vystupoval aktivně a předkládal řadu návrhů na reformu ekonomiky. Hlavní slovo si také přisvojil v otázkách zahraniční politiky. Nenalezl však podporu ani u sovětské technokracie či regionech a už vůbec ne uvnitř stranického aparátu ÚV. Konzervativní postoj Brežněva a jeho politbyra však hlubším a systémovým změnám zabránil. Stal se tak pouhým vykonavatelem stranických rozhodnutí a jeho význam pozvolna upadal.
Ještě během řešení krize v ČSSR v období pražského jara vystupoval s Brežněvem jako rovnocenný partner. Proslulou se stala jeho neformální návštěva Československa spojená s ozdravným pobytem v Karlových Varech. Jeho postoj k československým reformám však nebyl oproštěn od sovětských dogmat, a proto vystupoval proti dubčekovské politice, i když se v Kremlu řadil mezi umírněné a odpůrce unáhleného vojenského řešení. Nakonec on i váhavý Brežněv byli přesvědčeni jestřáby a dali souhlas k vojenskému zásahu.

## Konec kariéry
Kolektivní vedení však brzy vzalo za své. Stále více se ocital pod palbou stranických aparátčíků. Brežněv se všemožně snažil oslabovat jeho úlohu, i když k samotnému odvolání se dlouho neodhodlal. V sedmdesátých letech se zhoršoval Kosyginův zdravotní stav a přišel o zásadní vliv na sovětskou politiku. Stagnaci ekonomiky již nemohl ovlivnit.
Krátce před smrtí byl v tichosti zbaven svého úřadu i členství v politbyru. Jeho nástupcem se stal Brežněvův chráněnec Nikolaj Alexandrovič Tichonov. Teprve smrt mu přinesla větší publicitu – byl slavnostně pohřben vedle Leninova mauzolea u Kremelské zdi. Takovéto pocty se dostalo jen několika desítkám sovětských státníků.

## Vyznamenání

### Sovětská vyznamenání
- Hrdina socialistické práce – 20. února 1964 a 20. února 1974
- Leninův řád – 7. dubna 1939, 22. února 1944, 20. února 1954, 20. února 1964, 20. února 1974 a 2. prosince 1974
- Řád Říjnové revoluce – 20. února 1979
- Řád rudého praporu – 7. března 1943

### Zahraniční vyznamenání
- Řád Klementa Gottwalda (Československo) – 21. února 1979[1]
- Řád Bílého lva I. třídy (Československo) – 1970
- velkokříž Řádu peruánského slunce (Peru)[2]
- Řád za zásluhy Polské republiky (Polsko)